# Гистедт, Джоэль
Джоэль Гистедт (швед. Joel Gistedt; 7 декабря 1987, Уддевалла, Швеция) — бывший шведский хоккеист, вратарь. В настоящее время — тренер вратарей хоккейного клуба «ХВ71».

## Карьера
Начинал свою взрослую карьеру во «Фрёлунде». В 2008 году подписал контракт с клубом НХЛ «Финикс Койотис». Но за него Гистедт не сыграл ни разу, отправившись в фарм-клуб. После возвращения на родину провел лишь два сезона в Шведской хоккейной лиге, не имея игровой практики в «Лександе» и в «Брюнесе». Практику вратарь получал лишь в Аллсвенскане.
Завершил свою карьеру в «Карлскруне», в которой остался работать тренером вратарей. Позднее перешел на аналогичную должность в клуб из элиты «ХВ71». Параллельно с ним Гистедт работал с вратарями в сборной Дании.

### В сборной
В 2007 году выступал за молодежную сборную Швеции на домашнем Чемпионате мира (U20). В том же году привлекался в главную национальную команду на матчи шведского LG Hockey Games, проходившие в рамках Евротура.